# كونفوشية حديثة
الكونفوشية الحديثة (بالإنجليزية: New Confucianism، بالصينية: 新儒家) هي حركة فكرية كونفوشية بدأت في القرن العشرين في جمهورية الصين، وتطورت في الصين المعاصرة ما بعد الماوية. تأثرت الكونفوشية الحديثة بالكونفوشية الجديدة لسلالتي سونغ ومينغ الحاكمتين. وتعتبر من الحركات المحافظة الجديدة في العديد من التقاليد الصينية، وتحمل بعض اللمحات الدينية؛ إذ تدافع عن بعض العناصر الكونفوشية في المجتمع، مثل التجانس الاجتماعي والسياسي والبيئي، وتدافع عن تطبيقها بالتوازي مع الفلسفات الغربية الحديثة مثل العقلانية والإنسانية. نشأت تلك الفلسفة ثمرةً لجهود الأكاديميين الكونفوشيين في بر الصين الرئيسي وتايوان وهونغ كونغ والولايات المتحدة.

## التاريخ
ظهر الجيل الأول من الكونفوشية الحديثة بين عامي 1921 و1949، استجابة لحركة الرابع من مايو وموقفها المتمرد من الكونفوشية. وقعت الكونفوشية فريسة للهجوم باعتبارها غير علمية وعقبة في طريق تقدم الصين الحديثة. كان تشيونغ شيلي من الشخصيات البارزة في هذا الوقت، إذ درس البوذية عن قرب في شبابه، ولكنه سعى إلى إصلاح الإطار الفلسفي للكونفوشية لاحقًا. أقام تشيونغ نسقًا ميتافيزيقيًا للكونفوشية الحديثة مستعيرًا من مدرسة يانغ مينغ، معتقدًا أن التعاليم الصينية متفوقة على التعاليم الغربية. وكان فينغ يولان من الشخصيات الأخرى التي سعت إلى إحياء الفلسفة الصينية بناءً على الفلسفة الغربية الحديثة، متبعًا مدرسة الكونفوشية الجديدة لتشو شي.
انتقل العديد من المفكرين الصينيين من الصين إلى تايوان وهونغ كونغ والولايات المتحدة بعد سيطرة النظام الشيوعي في عام 1949. كان أبناء الجيل الثاني من المفكرين الرائدين (1950–1979) تلاميذ لتشيونغ شيلي، ومنهم تانغ جيوني  ومو زونغسان وشو فوغوان. كان زونغسان على وجه الخصوص على دراية كبيرة بالتراث الفلسفي الصيني، واعتقد أن إيمانويل كانط كان كونفوشيًا غربيًا. أصدر الثلاثة، مع تشانغ جونماي، بيان الكونفوشية الحديثة في عام 1958، وكرّسوا فيه معتقداتهم وألقوا الضوء على حركتهم الفلسفية.
كان تلاميذ مو زونغسان أبرز الممثلين عن الحركة الكونفوشية الحديثة خارج الصين. وكان أبرزهم تو ويمنغ، الذي أفاد بأن الكونفوشية مرت بثلاثة تحولات: الكونفوشية الكلاسيكية قبل هان، والكونفوشية الجديدة لسونغ-مينغ، والكونفوشية الحديثة. كان الجيل الثالث أداتيًا في بناء الكونفوشية في السياق غير الآسيوي، ويمكن ملاحظة ذلك في كونفوشية بوسطن وغيرها من حركات الكونفوشية الغربية مثل ويليام ثيودور دي باري.

### الكونفوشية في الصين
بُعث الفكر الكونفوشي في البر الرئيس للصين، بعد فترة الإصلاح والانفتاح على يد دينج شياو بينج بعد عام 1978. ميز التيار الناشئ في بر الصين الرئيس أنفسهم عن الكونفوشية الحديثة في الخارج، التي قادها جيانغ كينغ، والتي طورها مو وغيره. طبقًا لجيانغ، يمكن تقسيم الفكر الكونفوشي إلى تيارين: «الكونفوشية العقلية» و«الكونفوشية السياسية». ويشير جيانغ إلى انحصار الكونفوشية لآلاف السنين في إطار الكونفوشية العقلية على حساب الكونفوشية السياسية، ما جعل الفكر الحقيقي للكونفوشية «مشوهًا». يطالب جيانغ بعودة الشرعية السياسية بصفتها المركزية في الفكر الكونفوشي، وجذب الانتباه للبنى الكونفوشية الدستورية، والتأسيس للكونفوشية لتكون الديانة الرسمية للدولة. 

تبنى مفكرون آخرون موقفًا سياسيًا ليبراليًا عن الكونفوشية الحديثة. اتفق تشين مينغ مع جيانغ بشأن رفض الجانب الميتافيزيقي لـ «الكونفوشية الحديثة خارج الصين»، قائلًا إن الكونفوشية دين مدني موازي للخطوط الأمريكية، مناظر للديمقراطية، وأن الحياة السياسية قد تعبر عن جانب ديني دون دين رسمي للدولة. بالنسبة لتشين:
تبدو كونفوشية مو زونغسان «التعاليم الكاملة» مبنية على المشاعر، ومفهوم جيانغ كينغ بأن الصين يجب أن تكون دولة كونفوشية تجمع بين الجانبين السياسي والديني شديد التبسيط، وبرنامج كانغ شياوغوانغ لتحويل الكونفوشية لديانة للصين عصي التطبيق.

## الفلسفة
الكونفوشية الحديثة مدرسة من الفلسفة الصينية متأثرة بالكونفوشية. أعاد الفيلسوف الصيني تشيونغ شيلي (1885–1968) بناء الكونفوشية، بعد أحداث حركة الرابع من مايو عام 1919، وإلقاء اللوم على الكونفوشية واتهامها بإضعاف الصين والتسبب في تدهورها في مواجهة العدوان الغربي. الكونفوشية الحديثة فلسفة سياسية أخلاقية اجتماعية، تستخدم أفكارًا ميتافيزيقية من الفلسفتين الغربية والشرقية. تنقسم الكونفوشية الحديثة إلى ثلاثة أجيال، بداية من تشيونغ شيلي وفينغ يولان في الجيل الأول من الفلاسفة، الذين وضعوا حجر الأساس. ويشمل الجيل الثاني تلاميذ تشيونغ مثل مو زونغسان وتانغ جيوناي وشو فوغيوان. لم تبرز شخصيات معينة في الجيل الثالث، ولكنه يبدأ منذ عام 1980.

### الجيل الأول

#### تشيونغ شيلي
يُعتبر تشيونغ شيلي (1885–1968) المفكر الذي أصَّل لبعث الكونفوشية في صورة الكونفوشية الحديثة في القرن العشرين. يرجع أساس الكونفوشية الحديثة كثيرًا لمعتقدات تشيونغ الجديدة. يرى تشيونغ، نظرًا لكونه متعمقًا في الكلاسيكيات البوذية، أن كلاسيكيات الفلسفة الشرقية يجب إدراجها في الفلسفة الصينية المعاصرة للمزيد من التكامل. يتبنى تشيونغ وجهة النظر البوذية عن الطبيعة المظلمة للبشر، ولكنه يعترف بوجود جوانب مشرقة في الطبيعة البشرية. لذلك يرفض تشيونغ التعاليم البوذية التي توصي بـ«الزهد اليومي» المكرَّسة لقمع الطبيعة المظلمة للفرد كلما أمكن. استنتج تشيونغ ذلك بعد قراءة الكونفوشية الكلاسيكية. تتعامل الكونفوشية مع الجوانب المظلمة من الطبيعة البشرية، ولذلك تتطلب من الفرد التزاما بالشعائر، وتكون غاية ممارسة الشعائر وتحقيق حالة الإيثار الكونفوشي لا تعتمد على الحد من الجانب المظلم من الطبيعة البشرية ولكن تنمية «الخير الجوهري».

اقترح تشيونغ تصحيح التعاليم البوذية حول الزهد اليومي، من أجل دمج التعاليم البوذية والكونفوشية في الفلسفة الصينية المعاصرة مع الفلسفات الشرقية المختلفة. يفهم تشيونغ أساس «الزهد اليومي» على أنه الاعتقاد البوذي الميتافيزيقي عن الصدع غير القابل للرأب بين الواقع المطلق غير المتغير (طبيعة-دارما) والعالم الظاهر الظرفي دائم التغير (خواص-دارما). يصف جياني يو ذلك بـ«نظرية الانفصال» أثناء قرائته لتشيونغ. على صعيد آخر، تُبنى نظرية تشيونغ حول تصحيح «الزهد اليومي» على ما يصفه يو بـ«أطروحة التماثل». يسمي تشيونغ طبيعة-دارما بـ«تي» وخواص-دارما بـ«يونغ». يرى تشيونغ أن هذين العالمين غير منفصلين كما ترى البوذية، ولكنهما يشكلان وحدة. يسترسل تشيونغ في شرح ذلك في نسخة 1985 من عقيدته الجديدة قائلًا: 
إذا كانا قابلين للانفصال، ستختلف رسالة كل منهما عن الواقع الأصلي وتوجد مستقلة، وبهذه الطريقة سيكون لكل رسالة واقعها الخاص. لا يجب علينا السعي لكيان بمعزل عن رسالته وتسميته بالواقع الأصلي. وإذا كان الواقع الأصلي موجودًا بمعزل عن الرسالة، سيكون واقعًا مهدورًا. وفي هذه الحالة، إذا لم يكن ميتًا، سيكون غير ضروري. لذلك أعتقد أن الواقع الأصلي والرسالة غير منفصلين.
يمكن قراءة رؤيته عن الوحدة في أعماله الأولى مثل مقالة عن تفرُّد الوعي. ويجادل في المقالة الجديدة أن الواقع يعادل العقل. ولا يشير هذا العقل لعقل أحد الأفراد، ولكنه يدل على الحضور الكوني، الذي يوجد فيه العقل كونيًا بين كل الكائنات، فيكون الواقع. يؤلف تشيونغ بين المفهوم الكونفوشي والبوذي عن ضبط النفس عند التعامل مع الرغبات، مفيدًا بأن الفرد يكون «ركام مادة ميتة» عندما يفشل في التحكم في رغباته وعقله. يرى تشيونغ أن الفرد ينبغي عليه تصور موضوعات العالم داخليًا، لأن الخارجي داخلي في النهاية، وهما وحدة تتكون من العقل والواقع.

### الجيل الثاني

#### مو زونغسان
يُعتبر مو زونغسان أحد أكثر الفلاسفة تأثيرًا في الجيل الثاني. تتسق فلسفة زونغسان عن الميتافيزيقا مع الخط العام لفلسفة تشيونغ. يعتمد زونغسان على نظريات تشيونغ حول العقل والواقع لاستنتاج جانب اجتماعي سياسي. يدعي مو أن مبدأ الكونية أو العمومية ينطبق على كل الحقائق الفلسفية. ويقترح أن النظريات الاجتماعية الفلسفية مترابطة جوهريًا. يجادل مو في محاضراته أن هذا التفرُّد موجود بسبب اختلاف الأنساق في الثقافات المختلفة. ولكن هذه الأنساق المختلفة عند خضوعها للاستدلال والتأويل الفلسفي، تصل لنفس الحقائق الفلسفية. يعتقد مو أن الحدود الجسدية (الوجود الجسدي) تقيم تلك الأنساق المختلفة والثقافات المختلفة. ولكن كينونة العقل (الوجود الصوري) يتمظهر ويعبر عن نفسه في العالم الفيزيائي، فلا يجب علينا تقييد الاستدلال الفلسفي وممارساته بالحدود الفيزيائية.
تظهر فلسفة مو السياسية بوضوح في مناقشته للضرورات التاريخية التي تتبع حالة الموجود البشري المتفردة. يمكن تفسير الأنساق المختلفة للأمم بالضرورات التاريخية. يؤكد مو أن الضرورة التاريخية موجودة بمعزل عن الضرورة المنطقية أو الضرورة الميتافيزيقية، ولكنها موجودة بسبب ما يسميه تطور الروح، أو ما يُطلق عليه الضرورة الديالكتيكية (الجدلية). ينبغي تصور التاريخ وتفسيره باعتباره ينطوي على ضرورة تاريخية (ضرورة ديالكتيكية) وضرورة أخلاقية. وعلى ذلك فإن هناك نوعين من الأحكام: أخلاقية وتاريخية. يرى مو أن تلك الضرورات الأساسية في التاريخ والخصائص البشرية الجوهرية هي نفسها في الفلسفتين الصينية والإغريقية، ومن ذلك يستنتج أن كونية الحقيقة الفلسفية موجودة في السياسة والتاريخ.